# Simon Niepmann
Simon Niepmann (født 12. august 1985 i Lörrach, Tyskland) er en schweizisk roer, olympisk guldvinder og tredobbelt verdensmester.
Niepmann vandt en guldmedalje i letvægtsfirer ved OL 2016 i Rio de Janeiro, sidste gang denne disciplin var med på OL-programmet. Bådens øvrige besætning var Simon Schürch, Lucas Tramèr og Mario Gyr. Schweizerne vandt finalen foran Danmark, der fik sølv, mens Frankrig tog bronzemedaljerne. Han var også med i båden ved OL 2012 i London, hvor schweizerne sluttede på femtepladsen.
Niepmann har desuden vundet hele tre VM- og én EM-guldmedalje gennem karrieren, alle i enten letvægtstoer eller letvægtsfirer.

## OL-medaljer
- 2016:  Guld i letvægtsfirer